# Fernando de la Puente y Primo de Rivera

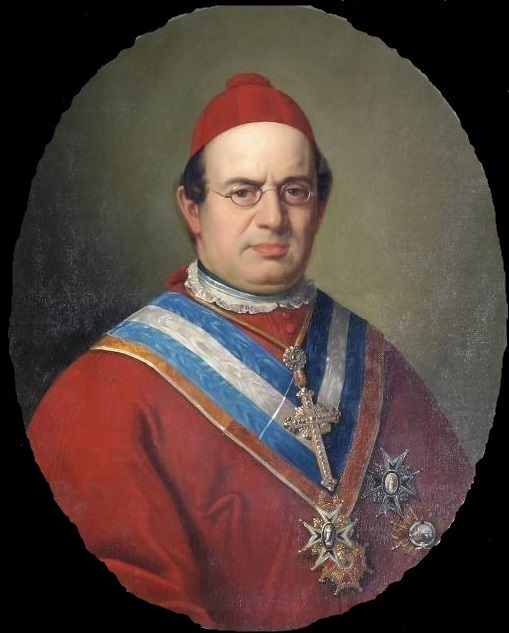
Fernando de la Puente y Primo de Rivera

Fernando de la Puente y Primo de Rivera (* 28. August 1808 in Cádiz; † 12. März 1867) war ein spanischer Geistlicher, römisch-katholischer Bischof von Salamanca und Erzbischof von Burgos. 

## Leben
Fernando de la Puente y Primo de Rivera empfing 1832 das Sakrament der Priesterweihe und war danach als Priester tätig. Er wurde am 11. Juli 1852 zum Bischof von Salamanca auserwählt und am 27. September 1852 als Nachfolger von Antolín García Lozano bestätigt. Er empfing am 19. Dezember 1852 die Bischofsweihe in der Stiftskirche San Isidro in Madrid durch den Titularerzbischof von Thessalonica Giovanni Brunelli, an der der Patriarch von Westindien Tomás Iglesias y Bárcones sowie der Titularerzbischof von Seleucia in Isauria Nicolás Luis Lezo y Garro als Co-Konsekratoren teilnahmen.
Im Anschluss wurde er am 6. August 1857 zum auserwählt und als solcher am 25. September 1857 als Nachfolger von Cirilo de Alameda y Brea, OFMObs bestätigt. Er bekleidete dieses Amt bis zu seinem Tode am 12. März 1867, woraufhin Anastasio Rodrigo Yusto zu seinem Nachfolger erwählt wurde. Während seines Pontifikats spendete er 1858 die Bischofsweihe für Juan Nepomuceno Garcia Gómez zum Bischof von Coria. Er nahm darüber hinaus als Mitkonsekrator an den Bischofsweihen von Juan de la Cruz Ignacio Moreno y Maisonave zum Bischof von Oviedo (1857), von Rodrigo Moreno Echevarría y Briones, OSB zum Bischof von Segovia (1857) sowie von Anastasio Rodrigo Yusto zum Bischof von Salamanca (1857).
Fernando de la Puente y Primo de Rivera wurde von Papst Pius IX. am 27. September 1861 zum Kardinal kreiert und am 21. Mai 1862 Kardinalpriester von Santa Maria della Pace.